# Garang Kuol
Garang Mawien Kuol (Cairo, 15 de setembro de 2004) é um futebolista australiano nascido no Egito que atua como ponta-esquerda. Atualmente, joga pelo Newcastle.

## Vida pessoal
Filho de sul-sudaneses que se mudaram para o Egito, Kuol permaneceu no país durante um ano antes de se mudar para a Austrália juntamente com os familiares (todos na condição de refugiados), fixando residência na cidade de Shepparton.

## Carreira em clubes
Após jogar no Goulburn Valley Suns, Kuol chamou a atenção de equipes da A-League com apenas 16 anos de idade. Depois de ter recebido uma bolsa de estudos, assinou com a CCM Academy em janeiro de 2021, fazendo sua estreia como profissional em dezembro do mesmo ano, na vitória por 6 a 0 sobre o APIA Leichhardt, pela Copa da Austrália. Em abril de 2022, disputou seu primeiro jogo na A-League contra o Wellington Phoenix, tendo feito um dos gol na vitória dos Mariners por 5 a 0. Em seus 7 primeiros jogos no primeiro nível do futebol australiano, Kuol marcou 4 gols, e em junho, assinou seu primeiro contrato profissional, válido por 2 temporadas.
Em meados de setembro de 2022, vários clubes europeus manifestaram interesse na contratação do atacante, e foi noticiado que Kuol havia assinado um pré-contrato com o Newcastle, e passaria a integrar a equipe inglesa em janeiro de 2023. No dia 30 do mesmo mês, foi anunciada a contratação de Kuol pelos Magpies.

## Seleção
Além de defender a seleção Sub-20, Kuol foi convocado pela primeira vez à equipe principal da Austrália em setembro de 2022 para 2 amistosos contra a Nova Zelândia, tendo atuado no segundo jogo contra os All Whites.
Convocado para a Copa de 2022, é o mais jovem atleta da Seleção Australiana a participar do torneio, sendo um dos 6 jogadores nascidos em 2004 a fazê-lo (juntamente com Youssoufa Moukoko, Gavi, Abdul Fatawu Issahaku, Jewison Bennette e Bilal El Khannous). Na campanha dos Socceroos, entrou nas partidas contra a França (fase de grupos) e a Argentina (oitavas-de-final), onde teve a chance de levar o jogo para a prorrogação, mas seu chute foi defendido por Emiliano Martínez.[carece de fontes?]

## Títulos

### Individual
- A-League All Star: 2022[18]